# Capitani (Fernsehserie)
Capitani (Arbeitstitel: De Bësch) ist eine luxemburgische Kriminal-Serie, die am 1. Oktober 2019 ihre Premiere auf dem Sender RTL Télé Lëtzebuerg hatte. Im deutschsprachigen Raum erschien die Serie am 11. Februar 2021 auf Netflix.

## Handlung
In einem Wald nahe dem nördlich gelegenen fiktiven Dorf Manscheid (Mënscht) wird die Leiche der 15-jährigen Jenny Engel gefunden. Daraufhin wird Inspektor Luc Capitani aus der im Süden liegenden  Minette-Region gerufen, der den mysteriösen Mordfall untersuchen soll. Unterstützung bei seinen Ermittlungen erhält er von der jungen ortsansässigen Polizistin Elsa Ley. Inspektor Capitani hat Schwierigkeiten im Umgang mit der Mentalität der Dorfbewohner. Während ihrer Ermittlungen dringen die beiden immer weiter in ein kompliziertes Netz aus Intrigen ein, in welchem nichts so ist, wie es scheint. Und sehr schnell zeichnet sich das Bild ab, dass die Dorfbewohner mehr wissen, als sie zugeben. Im Verlauf der Ermittlung muss Inspektor Capitani nicht nur einen Mörder aufspüren, sondern auch die Denkweise von jedem einzelnen Bewohner nachvollziehen und ein System aufbrechen, in dem viele Menschen für das „Gemeinwohl“ manipuliert werden. Nach und nach entwirrt Inspektor Capitani das von den Dorfbewohnern gewebte Lügengeflecht und sieht sich in dem Moment, in dem er die erstickende Wahrheit aufdeckt, seinem eigenen Gewissen gegenüber …

## Produktion
Die Titel jeder einzelne Folge der ersten Staffel sind Zeilen aus den Gedichten und Liedern von Michel Lentz (1820–1893).

### Drehorte
Die Dreharbeiten zur ersten Staffel fanden unter anderem an folgenden Orten statt:
Burglinster, Schule von Gonderingen, Sekundarschule „Lycée du Nord“ in Wiltz, Rathaus in Junglinster, Lintgen, Bridel, Steinsel und im Centre hospitalier Emile Mayrisch von Esch/Alzette.

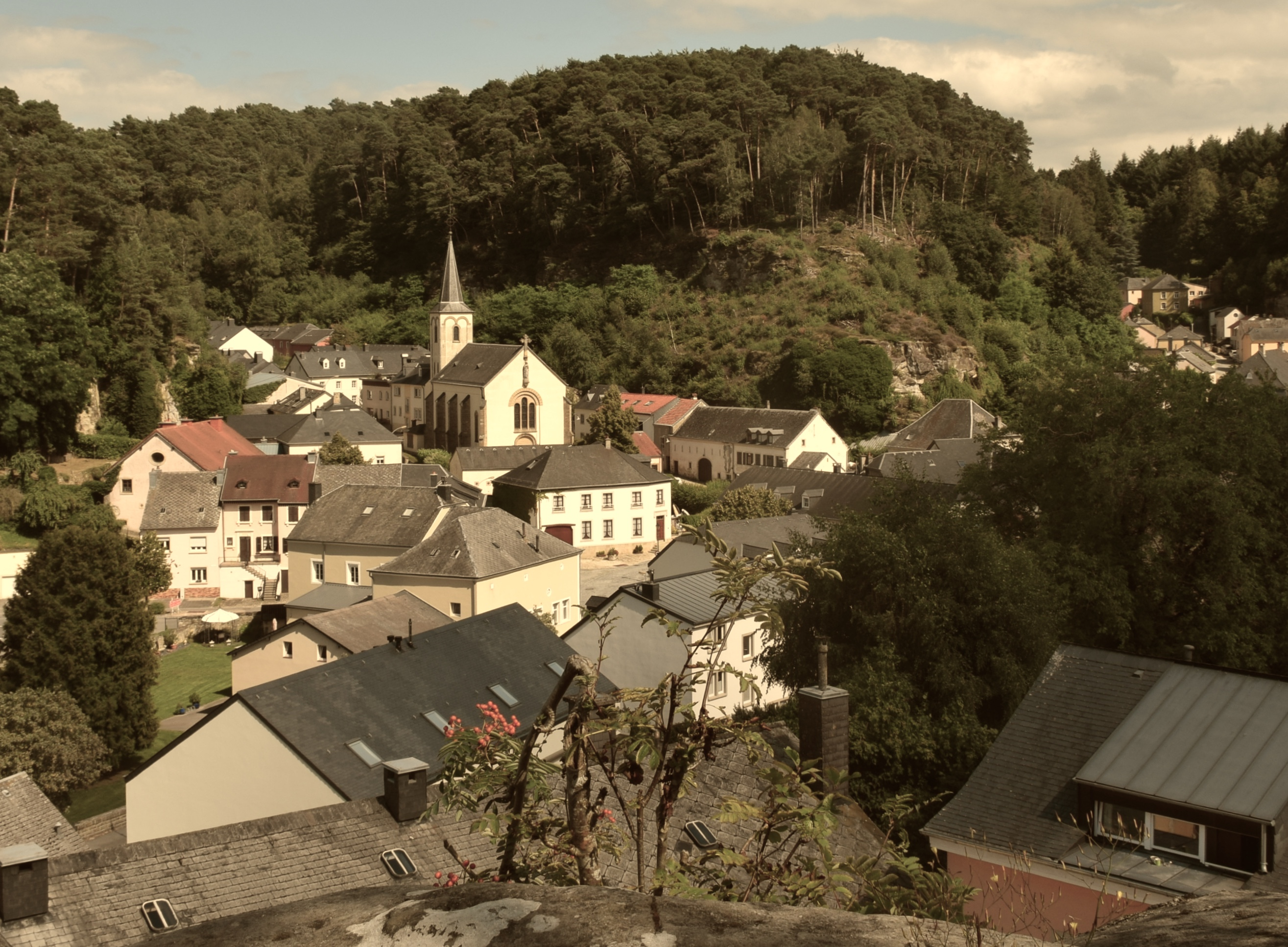
Sicht auf Burglinster; Manscheid/Mënscht in der Serie
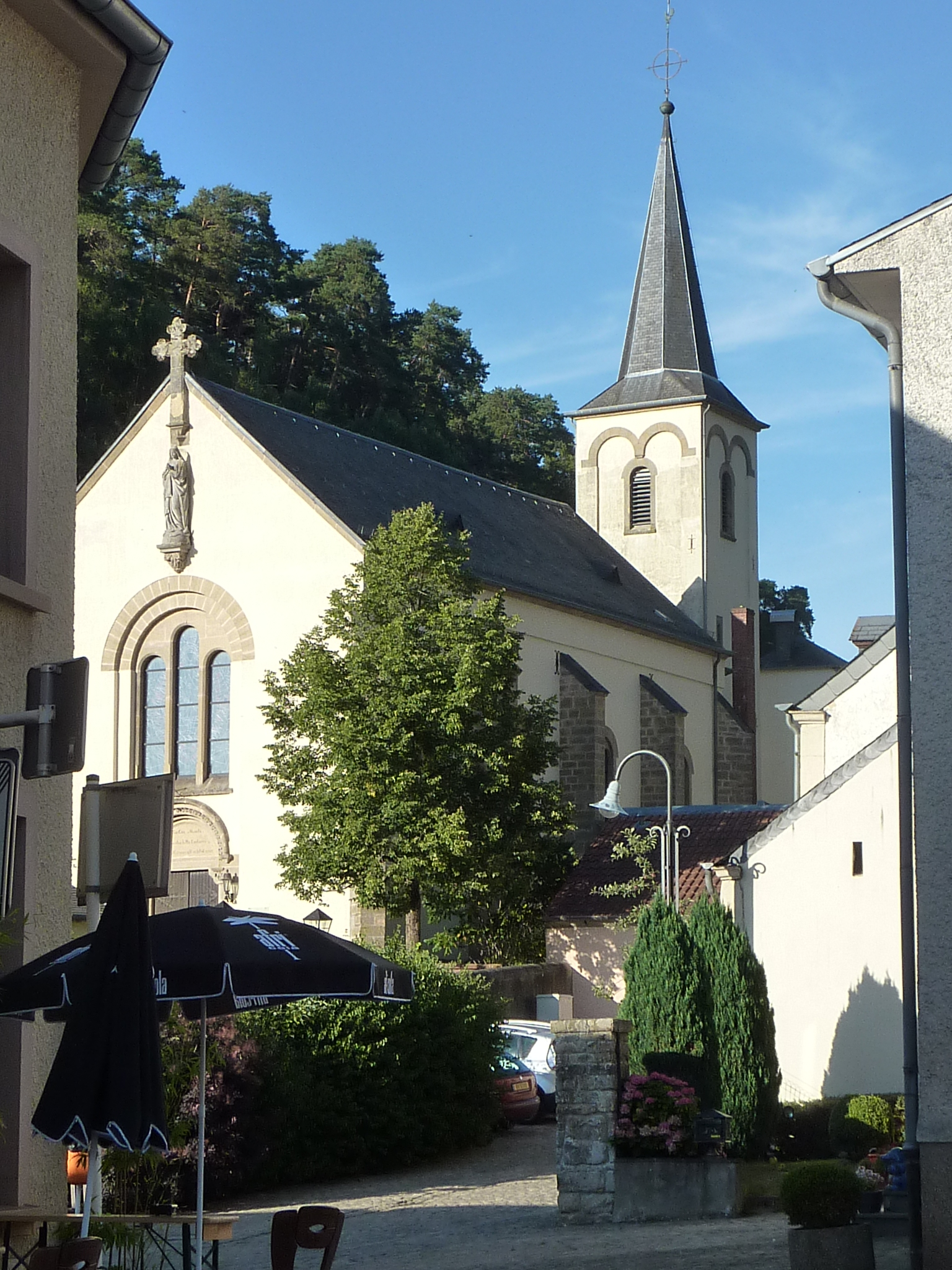
Die Kirche von Burglinster diente als Set für die Kirche von Mënscht
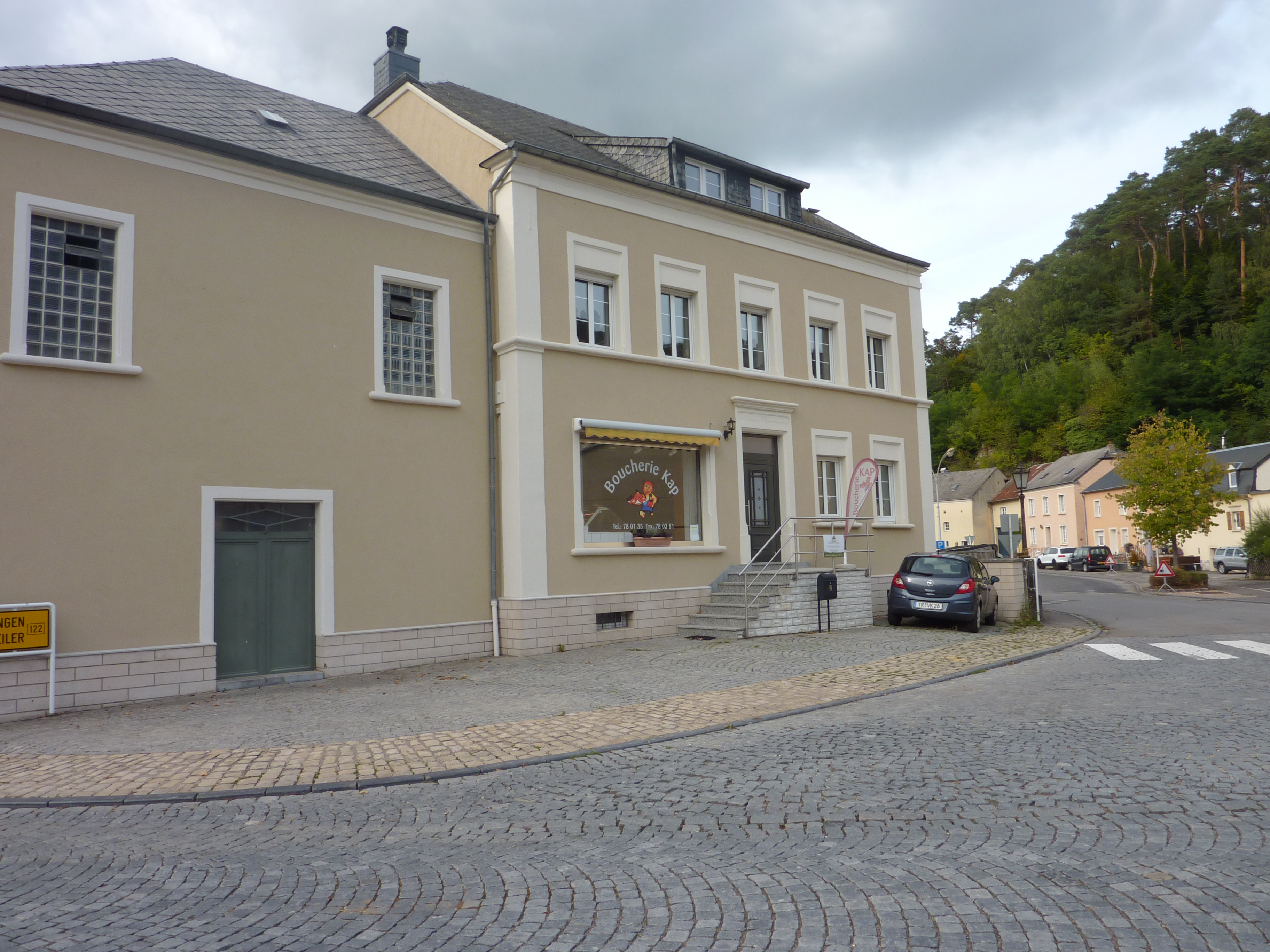
Als Kulisse der Bäckerei Boever diente eine Metzgerei in Burglinster
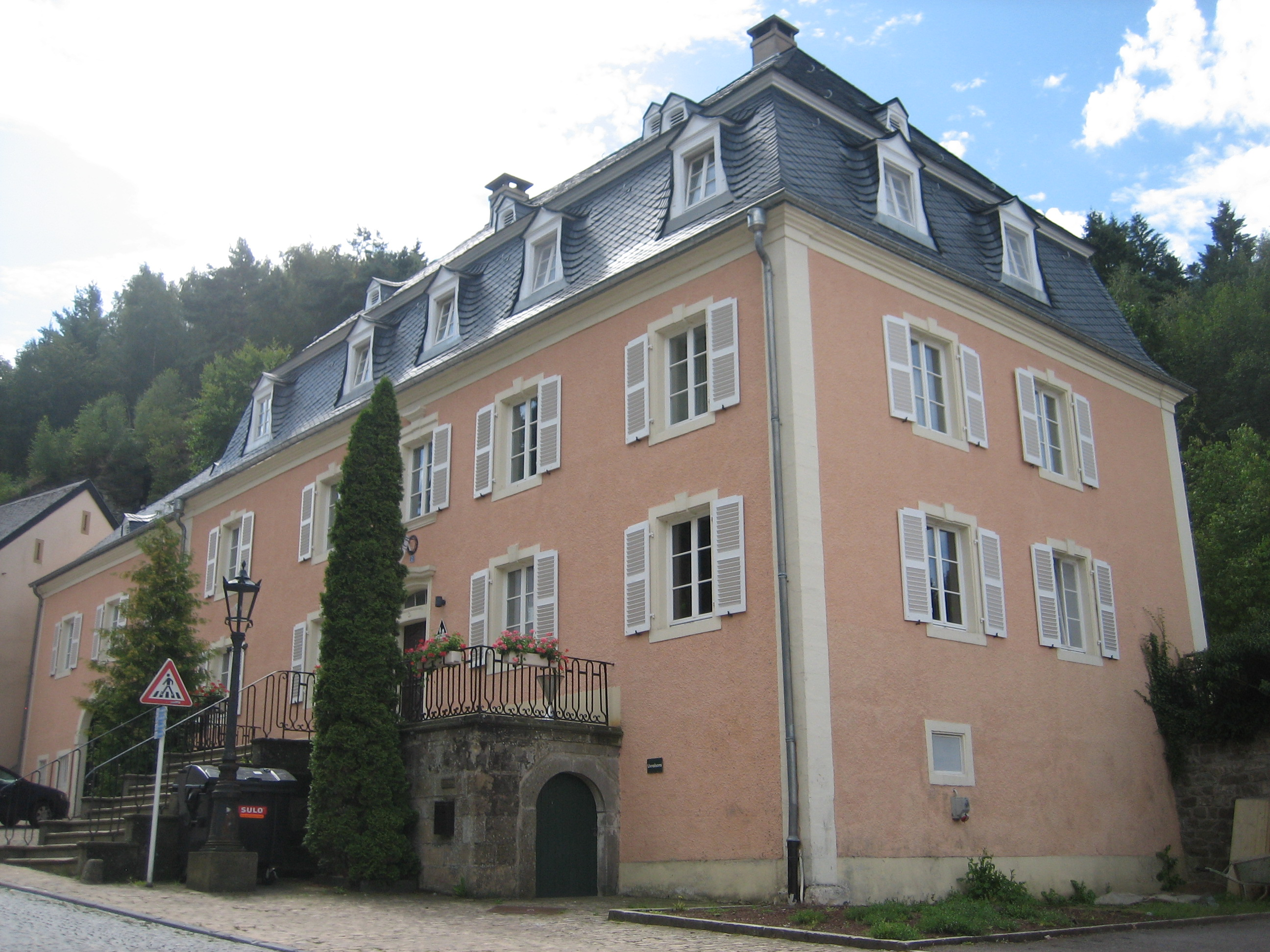
Das denkmalgeschützte Haus 'A Pëtzen' in Burglinster diente als Kulisse für die Herberge 'Bons Amis'
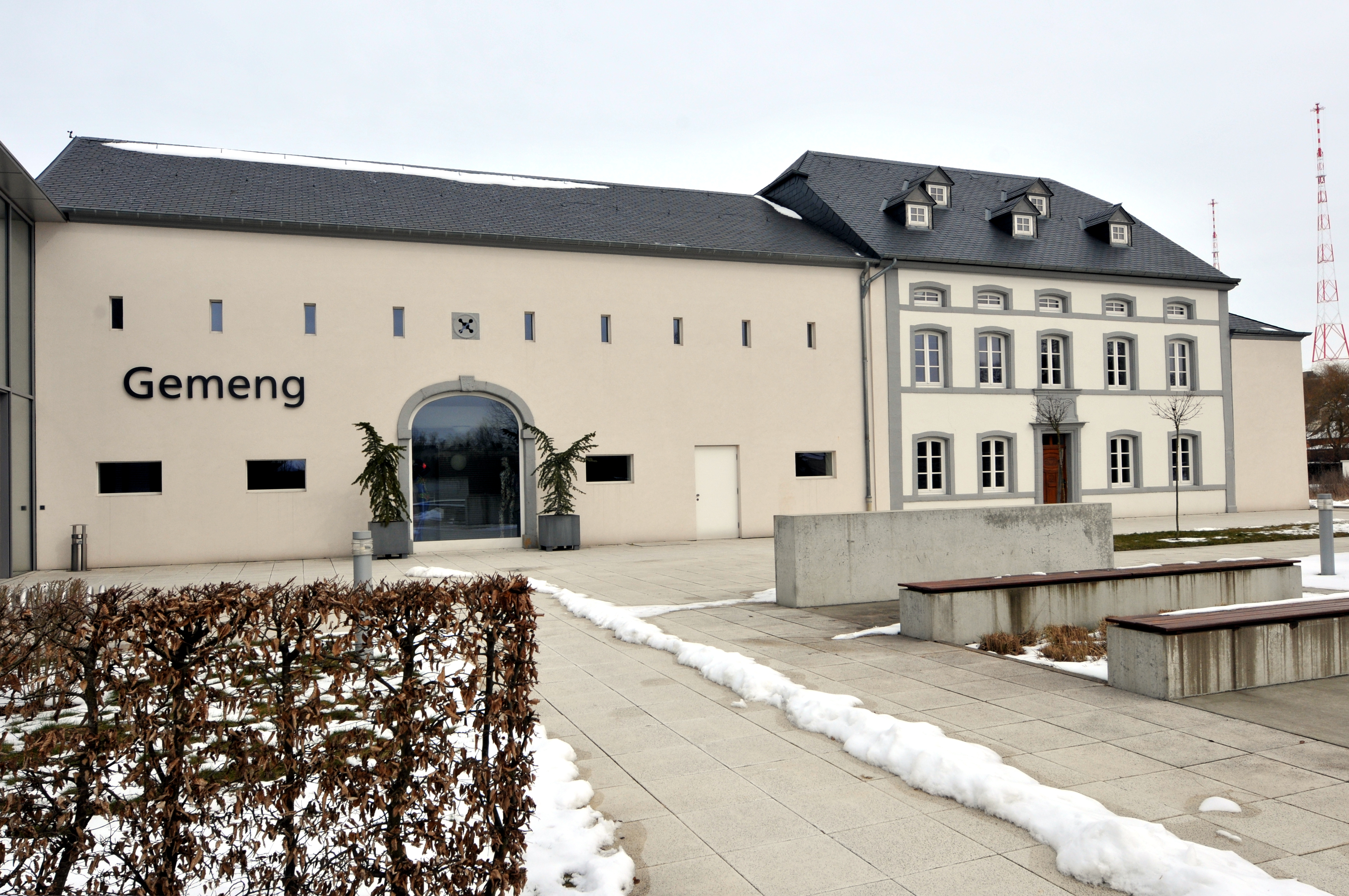
Das Rathaus in Junglinster diente als Kulisse für das Rathaus in der Serie
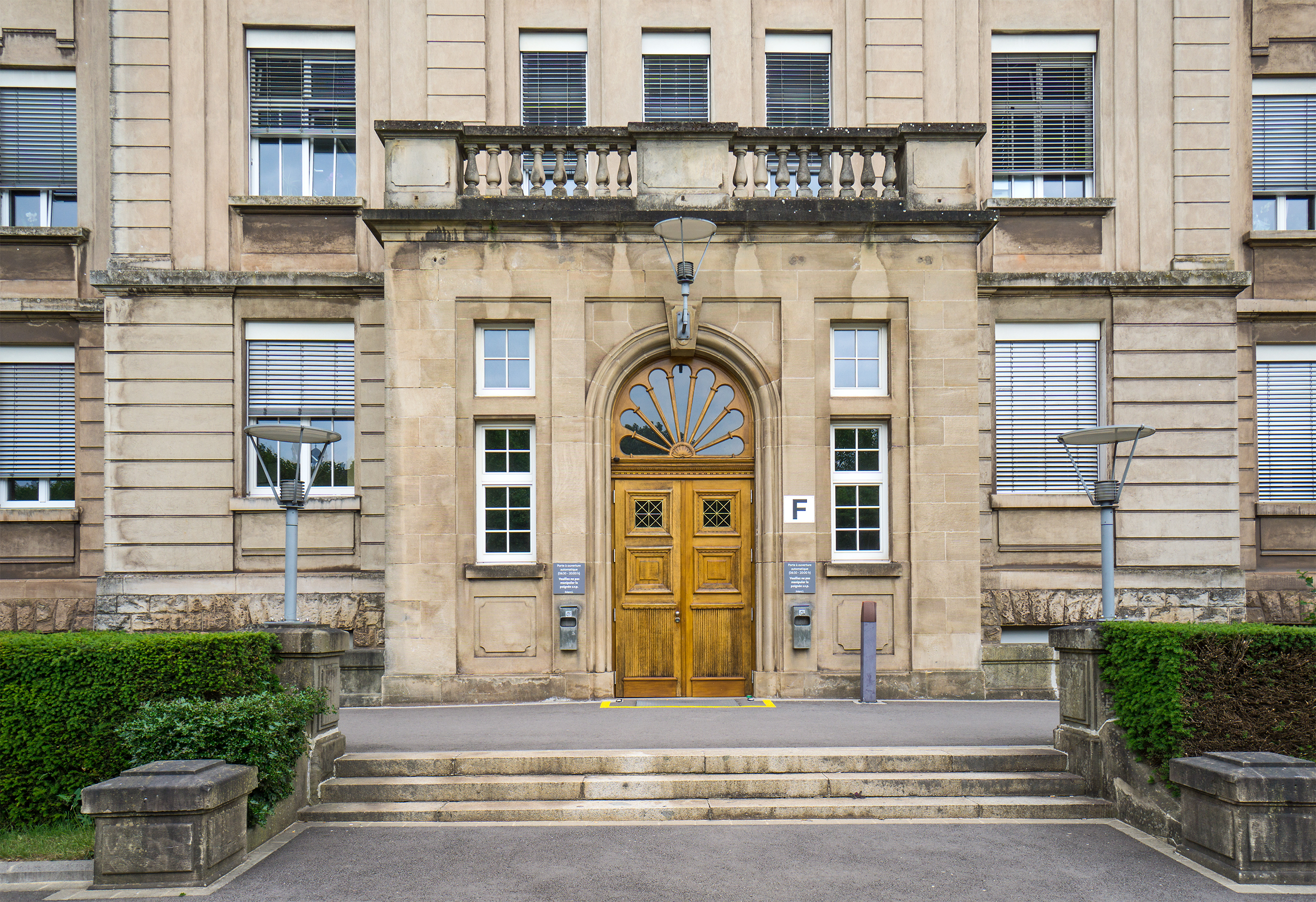
Das Escher Krankenhaus diente als Kulisse für das 'Hôpital du Nord'

### Budget
Das Budget für die erste Staffel betrug 2,6 Millionen Euro. Davon stammten 2,1 Millionen Euro als Fördermittel vom Film Fund Luxembourg, die bereits 2017 die Entwicklung der Drehbücher mit 50.000 Euro unterstützt haben. RTL steuerte 300.000 Euro bei, der Rest stammte von Samsa Film und Artémis Productions.
Im Juni/Juli 2020 unterstützte der Film Fund Luxembourg die Drehbuchentwicklung der zweiten Staffel mit 120.000 Euro. Im November 2020 steuerte der Film Fund weitere 1.300.000 Euro für die Dreharbeiten bei. Die Gesamtkosten für die zweite Staffel belaufen sich auf ca. 4 Millionen Euro, welche teilweise durch einen belgischen Koproduzenten abgedeckt werden.

### Zuschauerzahlen
Die Serie brach im Funktional-Bereich alle Rekorde beim Sender RTL Télé Lëtzebuerg. TNS Ilres ermittelte, dass durchschnittlich 147.500 Zuschauer alle Folgen am Dienstagabend live auf RTL Télé Lëtzebuerg verfolgt haben, was 29 % der Einwohner ab 16 Jahren entspricht. Auch die Abrufzahlen beim Catch-up TV überzeugten. 137.500 Zuschauer sahen mindestens eine Folge der Serie im Internet, insgesamt wurden 518.000 Aufrufe auf RTL.lu, RTL5minutes.lu und RTLToday.lu gezählt. Eine Befragung von InternetPanel.lu ergab, dass sich 90,4 % der Zuschauer eine zweite Staffel wünschen.

## Besetzung und Synchronisation
Die deutschsprachige Synchronisation entstand nach den Dialogbüchern von Andreas Pollak sowie unter der Dialogregie von Andreas Pollak und Zoë Beck durch die Synchronfirma VSI Synchron in Berlin.

### Staffel 1–2
| Rolle                        | Schauspieler            | Synchronsprecher   |
| ---------------------------- | ----------------------- | ------------------ |
| Luc Capitani                 | Luc Schiltz             | Fabian Oscar Wien  |
| Elsa Ley                     | Sophie Mousel           | Alice Bauer        |
| Carla Pereira / Sofia Santos | Brigitte Urhausen       | Brigitte Urhausen  |
| Steve Weis                   | Konstantin Rommelfangen | Sebastian Kluckert |
| Tanja / Jenny Engel          | Jil Devresse            | Vivien Gilbert     |
| Joe Mores                    | Joé Dennenwald          | Fabian Kluckert    |

### Staffel 1
| Rolle               | Schauspieler           | Synchronsprecher     |
| ------------------- | ---------------------- | -------------------- |
| Nadine Kinsch       | Claude De Demo         | Claude De Demo       |
| Mick Engel          | Jules Werner           | Michael Iwannek      |
| Manon Boever        | Julie Kieffer          | Lea Kalbhenn         |
| Frank Ferrone       | Timo Wagner            | Konrad Bösherz       |
| Jim Boever          | Roland Gelhausen       | Dirc Simpson         |
| Jerry Kowalska      | Max Gindorff           | Nicolas Rathod       |
| Diane Bonifas       | Désirée Nosbusch       | Désirée Nosbusch     |
| Pastor Claude Glodt | Pierre Bodry           | Matthias Klages      |
| Usch Trierweiler    | Luc Feit               | Luc Feit             |
| Christiane Ley      | Nicole Max             | Anna Dramski         |
| Rob Berens          | Raoul Schlechter       | Michael Bauer        |
| Gérard Gaspard      | Marc Limpach           | Nico Nothnagel       |
| Jean-Pierre Weyrich | Jean-Paul Maes         | Frank Röth           |
| Pierre Rommes       | Jemp Schuster          | Hanns Jörg Krumpholz |
| Léa Holmes          | Esther Gaspart Michels | Maria Burghardt      |
| Majouer Majerus     | Al Ginter              | Bernd Vollbrecht     |
| Mady Berens         | Josiane Peiffer        | Harriet Kracht       |
| Madame Kons         | Monique Reuter         | Judith Steinhäuser   |
| Eric Meyer          | Petur Oskar Sigurdsson | Dennis Herrmann      |
| Kellnerin           | Anne Klein             | Eva Thärichen        |

### Staffel 2
| Rolle            | Schauspieler       | Synchronsprecher     |
| ---------------- | ------------------ | -------------------- |
| Bianca Petrova   | Lydia Indjova      | Jana Kozewa          |
| Dominik Draga    | Adrien Papritz     | Adrien Papritz       |
| Valentina Draga  | Edita Malovčić     | Edita Malovčić       |
| Grace Onu        | Jennifer Heylen    | Giovanna Winterfeldt |
| Lucky Onu        | Edson Anibal       | Oscar Räuker         |
| Marc Diederich   | Mickey Hardt       | Nils Nelleßen        |
| Toni Scholtes    | Philippe Thelen    | Philippe Thelen      |
| Gibbes Koenig    | André Jung         | Hans Hohlbein        |
| Arthur Koenig    | Tommy Schlesser    | Roman Wolko          |
| Pascale Cojocaru | Larisa Faber       | Larisa Faber         |
| Jeanne Capitani  | Marie Jung         | Tanja Fornaro        |
| Ludovic          | Alexandre Hornbeck | Vlad Chiriac         |
| Queen            | Irene Masiku       | Annabelle Mandeng    |

## Episodenliste

### Staffel 1
| Nr. (ges.) | Nr. (St.) | Deutscher Titel                                                | Originaltitel                                        | Erstausstrahlung (Luxemburg) | Deutschsprachige Erstveröffentlichung (D/A/CH) |
| ---------- | --------- | -------------------------------------------------------------- | ---------------------------------------------------- | ---------------------------- | ---------------------------------------------- |
| 1          | 1         | Oh, du da oben                                                 | Oh Du, do uewen                                      | 1. Okt. 2019                 | 11. Feb. 2021                                  |
| 2          | 2         | In seinem dunklen Wälderkranz                                  | A sengem donkle Bëscherkranz                         | 8. Okt. 2019                 | 11. Feb. 2021                                  |
| 3          | 3         | Aus der Kindheit, aus der Kindheit                             | Aus der Kannerzäit, aus der Kannerzäit               | 15. Okt. 2019                | 11. Feb. 2021                                  |
| 4          | 4         | Kein Schlaf mehr für die Augen, kein Frieden mehr für das Herz | Kee Schlof méi fir d'Aen, kee Friden méi fir d'Hierz | 22. Okt. 2019                | 11. Feb. 2021                                  |
| 5          | 5         | Fremde müssen Zugeständnisse machen                            | Déi Friem, déi mussen 't agestoen                    | 29. Okt. 2019                | 11. Feb. 2021                                  |
| 6          | 6         | So weit weg von mir, so weit weg!                              | Souwäit vu mir, sou wäit!                            | 5. Nov. 2019                 | 11. Feb. 2021                                  |
| 7          | 7         | Und ich weiß von Kummer und Leid                               | An ech weess vun Tréin a Leed                        | 12. Nov. 2019                | 11. Feb. 2021                                  |
| 8          | 8         | Ach, wie schön sind diese goldenen Träume                      | A wéi schéin déi gëllen Dreem                        | 19. Nov. 2019                | 11. Feb. 2021                                  |
| 9          | 9         | Voll Vertrauen war mein Herz                                   | Voll Vertraue wor mäin Hierz                         | 26. Nov. 2019                | 11. Feb. 2021                                  |
| 10         | 10        | Ich wusste nichts von Tränen und Schmerz                       | Ech wousst näischt vun Tréin a Schmierz              | 3. Dez. 2019                 | 11. Feb. 2021                                  |
| 11         | 11        | Meine Brust voll tiefster Nacht                                | An d'Broscht voll däischter Nuecht                   | 10. Dez. 2019                | 11. Feb. 2021                                  |
| 12         | 12        | Es geschah an einem schönen Sommertag                          | Et wor op engem schéinen klore Summerdag             | 17. Dez. 2019                | 11. Feb. 2021                                  |

### Staffel 2
| Nr. (ges.) | Nr. (St.) | Deutscher Titel                     | Originaltitel                            | Erstausstrahlung (Luxemburg) | Deutschsprachige Erstveröffentlichung (D/A/CH) |
| ---------- | --------- | ----------------------------------- | ---------------------------------------- | ---------------------------- | ---------------------------------------------- |
| 13         | 1         | In den Augen                        | An den Aen                               | 22. Feb. 2022                | 8. Juli 2022                                   |
| 14         | 2         | Da steht jemand an der Ecke         | Dass do um Eck ee steet                  | 22. Feb. 2022                | 8. Juli 2022                                   |
| 15         | 3         | Zuschlagen oder abhauen             | Schléis de zou, oder leefs de fort       | 1. März 2022                 | 8. Juli 2022                                   |
| 16         | 4         | Bis der Erste auf dich zukommt      | Bis deen Éischten op Dech zoukënnt       | 1. März 2022                 | 8. Juli 2022                                   |
| 17         | 5         | Dein letzter Gedanke                | Däi leschte Gedanken                     | 8. März 2022                 | 8. Juli 2022                                   |
| 18         | 6         | Wäre ich nur abgehauen              | Wäer ech nëmme fortgelaf                 | 8. März 2022                 | 8. Juli 2022                                   |
| 19         | 7         | Keine Zeit zu verlieren             | Keng Zäit ze verléieren                  | 15. März 2022                | 8. Juli 2022                                   |
| 20         | 8         | Bis der Erste umfällt               | Bis deen Éischten ëmkippt                | 15. März 2022                | 8. Juli 2022                                   |
| 21         | 9         | Spät nachts                         | Et ass spéit an der Nuecht               | 22. März 2022                | 8. Juli 2022                                   |
| 22         | 10        | Du bist allein                      | Du bass alleng                           | 22. März 2022                | 8. Juli 2022                                   |
| 23         | 11        | Dass dir endlich das Lachen vergeht | Dass Dir Däi Laachen elo endlech vergeet | 29. März 2022                | 8. Juli 2022                                   |
| 24         | 12        | Du solltest wissen, was besser ist  | Du muss wëssen, wat ass besser           | 29. März 2022                | 8. Juli 2022                                   |